# Fusobacterium polymorphum
Fusobacterium polymorphum é uma bactéria que foi isolada da fenda gengival em humanos e está envolvida na imunopatologia da doença periodontal. Também foi isolado em porquinho-da-índia em pesquisas.